# Psilopteryx montana
Psilopteryx montana là một loài Trichoptera trong họ Limnephilidae. Chúng phân bố ở miền Cổ bắc.